# Museum Huelsmann

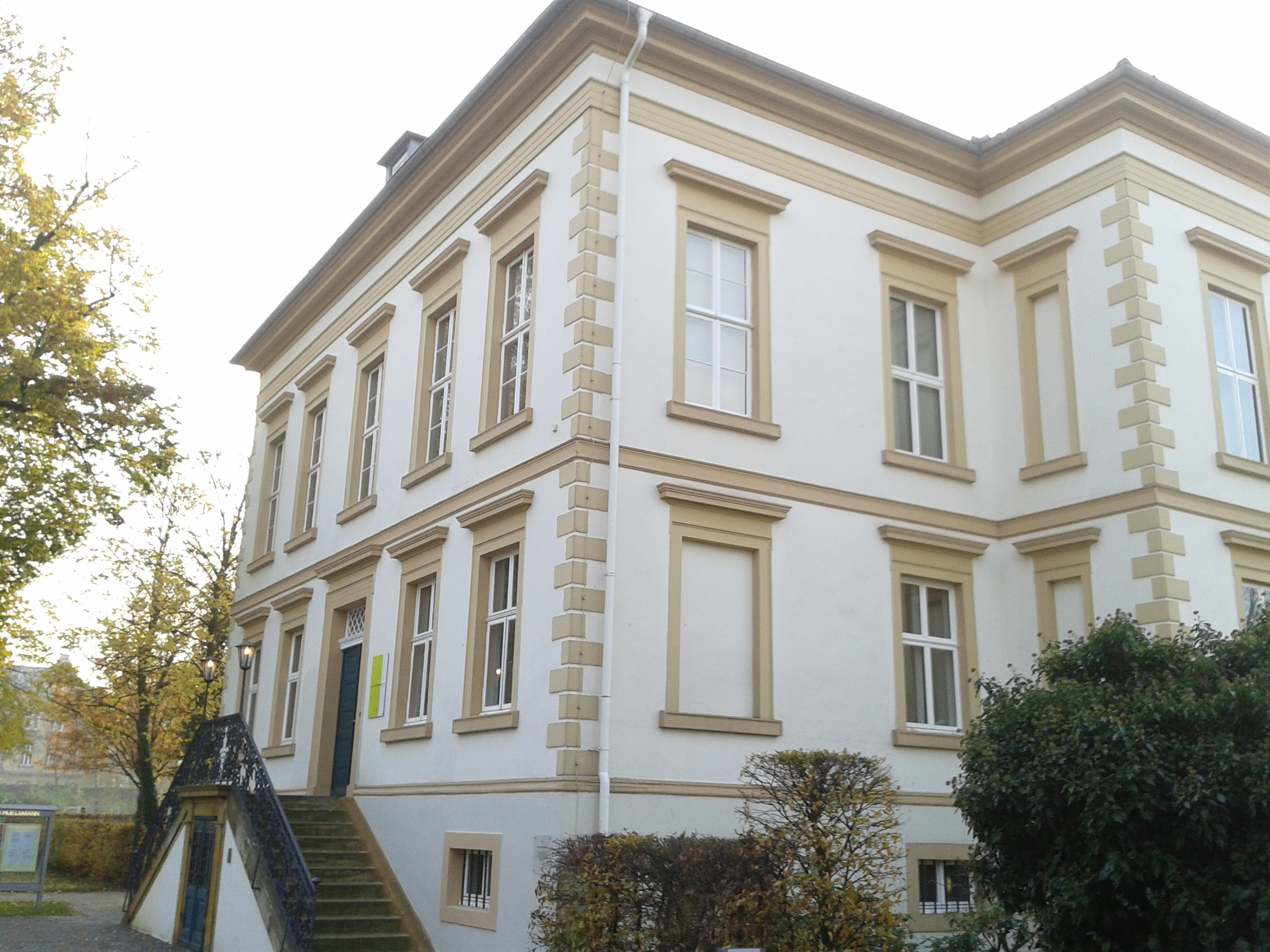
Museum Huelsmann, 2013

Museum Huelsmann is een Duits museum in Bielefeld.
Het betrok in 1995 een villa in het Ravensberg Park, voorheen de directeurswoning van een spinnerij, in 1969 stilgelegd. De collectie omvat glas, Chinees en Europees porselein, behang, zilver en bronzen siervoorwerpen, schilderijen en beelden. Een deel van de collectie is afkomstig van Hertha Koenig, die in 1976 een belangrijke gift deed aan de stichting Huelsmann. In 1984 kreeg het museum de beschikking over de kunstverzameling van het kinderloze echtpaar Huelsmann, kunstverzamelaars en antiquairs in Hamburg. Er kwamen meubels en wandtapijten bij. Het museum beschikt over 800 objecten, die in chronologische volgorde zijn tentoongesteld over de verschillende etages.

## Bron
- Wievelhove, H. (1999) Museum Huelsmann. Kunstgewerbesammlung der Stadt Bielefeld/Stiftung Huelsmann. Prestel Museums Führer.